# Mouvements d'opposition aux méga-bassines en France
Pour un article plus général, voir Réserve de substitution en France.
Pour le détail des réserves en Nouvelle-Aquitaine et les contentieux associés, voir Réserve de substitution en Nouvelle-Aquitaine.

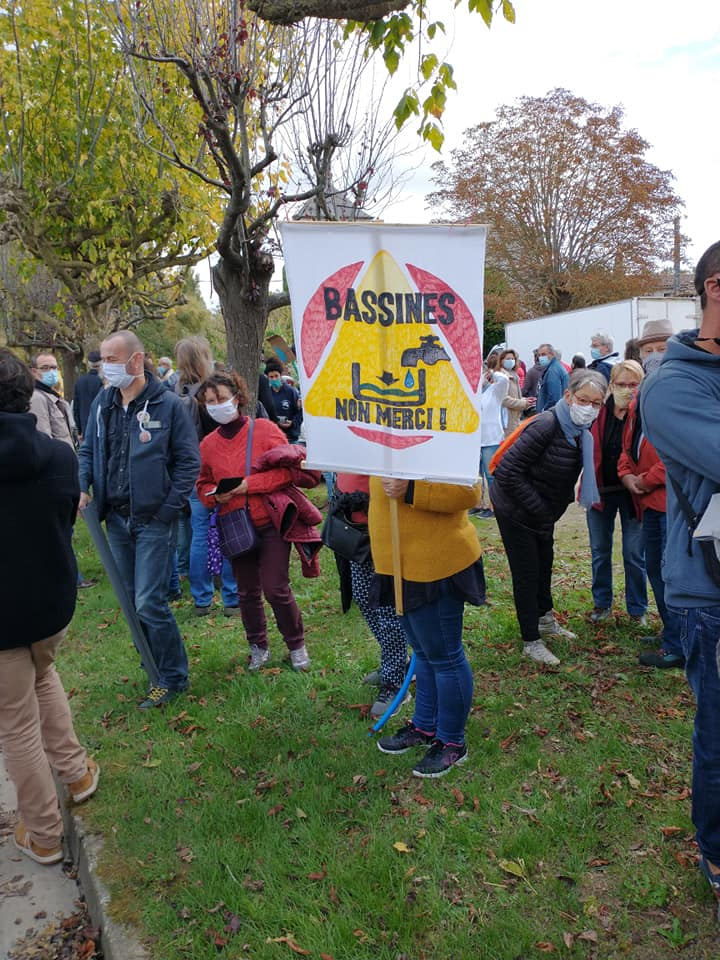
Manifestation du collectif « Bassines, non merci » en 2020 dans les Deux-Sèvres (Nouvelle-Aquitaine, France).

En France, des mouvements d'opposition aux méga-bassines apparaissent dans les années 2000 en protestation contre la construction de réserves de substitution. Ces retenues d'eau destinées à l'irrigation présentent la particularité d'être remplies en hiver par pompage dans la nappe phréatique, pour une utilisation en été, en substitution aux pompages qui étaient pratiqués antérieurement en été. Cette opposition naît de conflits d'usage autour de la ressource en eau.
Les mouvements se concentrent sur deux territoires situés dans l'ancienne région Poitou-Charentes, caractérisés par un déséquilibre en eau : le bassin Sèvre Niortaise Marais Poitevin, couvrant partiellement les départements des Deux-Sèvres, de la Vendée, de la Charente-Maritime et de la Vienne, et le bassin du Clain, dans le département de la Vienne. Au-delà des procédures judiciaires lancées dès le début des années 2000, des manifestations rassemblent plusieurs milliers de personnes à Sainte-Soline en octobre 2022 puis mars 2023 et occasionnent une forte répression policière et judiciaire. Cet article porte exclusivement sur ces deux territoires, ainsi qu'une réserve isolée localisée en Île-de-France.
Au-delà de ces deux territoires, d'autres bassins sont concernés. Début 2020, date de parution du rapport parlementaire sur les conflits d'usage en matière d'eau, sept contentieux concernant des autorisations de prélèvements sur des territoires plus ou moins importants étaient en cours et 21 projets de retenues d'eau sur 34 dans le bassin Adour-Garonne faisaient l'objet d'un contentieux judiciaire et 31 sur 60 dans le bassin Loire-Bretagne.
Ces mouvements rassemblent à la fois des collectifs locaux, comme l'organisation Bassines non merci, certains syndicats agricoles tels que la Confédération paysanne, des collectifs écologistes comme Les Soulèvements de la Terre ainsi que certains élus. Cette opposition prend de multiples formes : recours juridictionnels, manifestations, occupations de chantier et sabotage d'installations.

## Conflits et contentieux

### Conflits d'usage
Pour faire face au changement climatique, une majorité d’agriculteurs irrigants, notamment représentés par Irrigants de France, les Jeunes agriculteurs (JA) ou la Fédération nationale des syndicats d’exploitants agricoles (FNSEA), s’est exprimée en faveur des réserves de substitution, considérant que ces aménagements leur permettront d’assurer le rendement de leurs cultures et la sécurité d’un revenu en période de tension.
Loin de faire l'unanimité, les retenues, appelées péjorativement « bassines » par leurs détracteurs, sont au centre de nombreux conflits d'usage, dont le plus emblématique est celui dans les Deux-Sèvres où sont mis en avant le coût important de leur construction, dont une grande partie est de l'argent public, le manque de prise en compte de solutions alternatives d'économie d'eau, les risques sanitaires liés à l'eau stagnante et la sensibilité des retenues, notamment à l'évaporation en période chaude qui fait perdre une partie des volumes captés, l'absence de consensus sur les volumes à stocker, leur impact environnemental, notamment quant à la recharge de ces retenues ou à leur localisation.
S'agissant plus généralement des retenues de substitution multi-usages, des désaccords existent quant à leur utilisation, certains acteurs souhaitant les déstocker pendant l’été (notamment les irrigants, les pêcheurs, les gestionnaires de canaux, etc.) et d'autres limiter leur déstockage (hydroélectriciens, acteurs du tourisme sur les lacs, services de lutte contre les incendies, etc.).

### Contentieux
Deux types de contentieux sont à différencier : ceux portant sur les autorisations uniques de prélèvement et ceux sur les ouvrages.
Début 2020, date de parution du rapport parlementaire sur les conflits d'usage en matière d'eau, les contentieux concernant les autorisations de prélèvements étaient les suivants :
- trois autorisations ont été annulées par le tribunal administratif de Poitiers, les jugements étant désormais en appel[Note 1] ;
- trois sont en attente de premier jugement[Note 2] ;
- un est en cours sur un plan annuel de répartition sur le Clain.

Début 2020, 21 projets de retenues d'eau sur 34 dans le bassin Adour-Garonne sont en contentieux judiciaire et 31 sur 60 dans le bassin Loire-Bretagne.

## Manifestations en région Nouvelle-Aquitaine
Dans l'ancienne région Poitou-Charentes, les grandes cultures occupent en 2000 près de 45 % de la surface agricole utilisée (SAU) dont 9,6 % sont irrigués soit près de 170 000 ha, sur presque 6000 exploitations agricoles. Les cultures les plus irriguées sont les grandes cultures (86 % de la surface irriguée en 2000) et très majoritairement le maïs. L'eau d'irrigation provient essentiellement des forages (50 % des ressources) et des pompages en rivière (30 % des ressources) ; les retenues ne représentent que 10 % des ressources.
La région se caractérise toutefois par une pénurie d’eau chronique. L'insuffisance de la ressource en eau se traduit par des « assecs » de rivières importants lors des étés secs précédés d'hiver peu pluvieux. Lors de ces années, de nombreuses nappes phréatiques présentent des remplissages hivernaux insuffisants. Face à ces problèmes, les départements ont mis en place depuis les années 1990 des procédures réglementaires visant à adapter les consommations à l'état des ressources et donc à interdire des pompages en nappe l'été. Le rapport note, pour contourner ces interdictions, une volonté forte de développer des réserves de substitution bâchées réalimentées l'hiver à partir des cours d’eau. Les deux unités de gestion principales sont le bassin de la Charente (système rivières alimentées par barrages – nappes, unité de gestion de 10 000 km3, deux barrages soit 20 hm3 ) et la Sèvre Niortaise (unité de gestion de 1 250 km3, 1 retenue de 15 hm3 ).
En 2006, on dénombre neuf réserves de substitution en Poitou-Charentes (totalisant 1 538 400 m3) construites entre 1998 et 2003 dans le bassin de l’Osme-Couture. Les premières ont été construites par des individuels, les autres l’ont été par des associations syndicales autorisées (ASA). Ces bassines sont l’objet de polémiques car, même soutenues par l’État, leur projet de construction font l’objet de recours devant le tribunal administratif par des associations de défense de l’environnement. La plus virulente est l’APAPPA (Association Protection et Avenir du Patrimoine en Pays d’Aigre).
En 2012, la Coopérative agricole de Poitou-Charentes dénombre 21 bassins hydrologiques concernés par 200 projets de réserve, soit 42,7 millions de m3 répartis par département de la manière suivante (Irrigo Coop, 2013) : 
- Charente : 20 réserves pour 2,9 millions de m3
- Charente-Maritime : 65 réserves pour 19,4 millions de m3
- Deux-Sèvres : 33 réserves pour 11,9 millions de m3 dont 27 projets dans le bassin Sèvre Niortaise Marais Poitevin (8,94 millions de m3 )
- Vienne : 82 réserves pour 13 millions de m3 De nombreux projets en cours n’ont pas entamé les études. Le volume final pourrait être inférieur à ces 47 Mm3 si les études font apparaître des projets non viables pour des raisons économiques et/ou techniques.

Un grand nombre de ces projets n'a pas abouti, mais certains continuent à être instruits et combattus. C’est notamment le cas dans les Deux-Sèvres, du projet de seize « retenues de substitution » ayant vocation à accueillir 6,2 millions de mètres cubes d’eau à destination des exploitants agricoles, porté par la Société coopérative anonyme de l’eau des Deux-Sèvres, la Coop 79. et combattu par les militants des « Soulèvements de la Terre » et de « Bassines non merci ».

### Premières manifestations d'opposition (2019-2021)

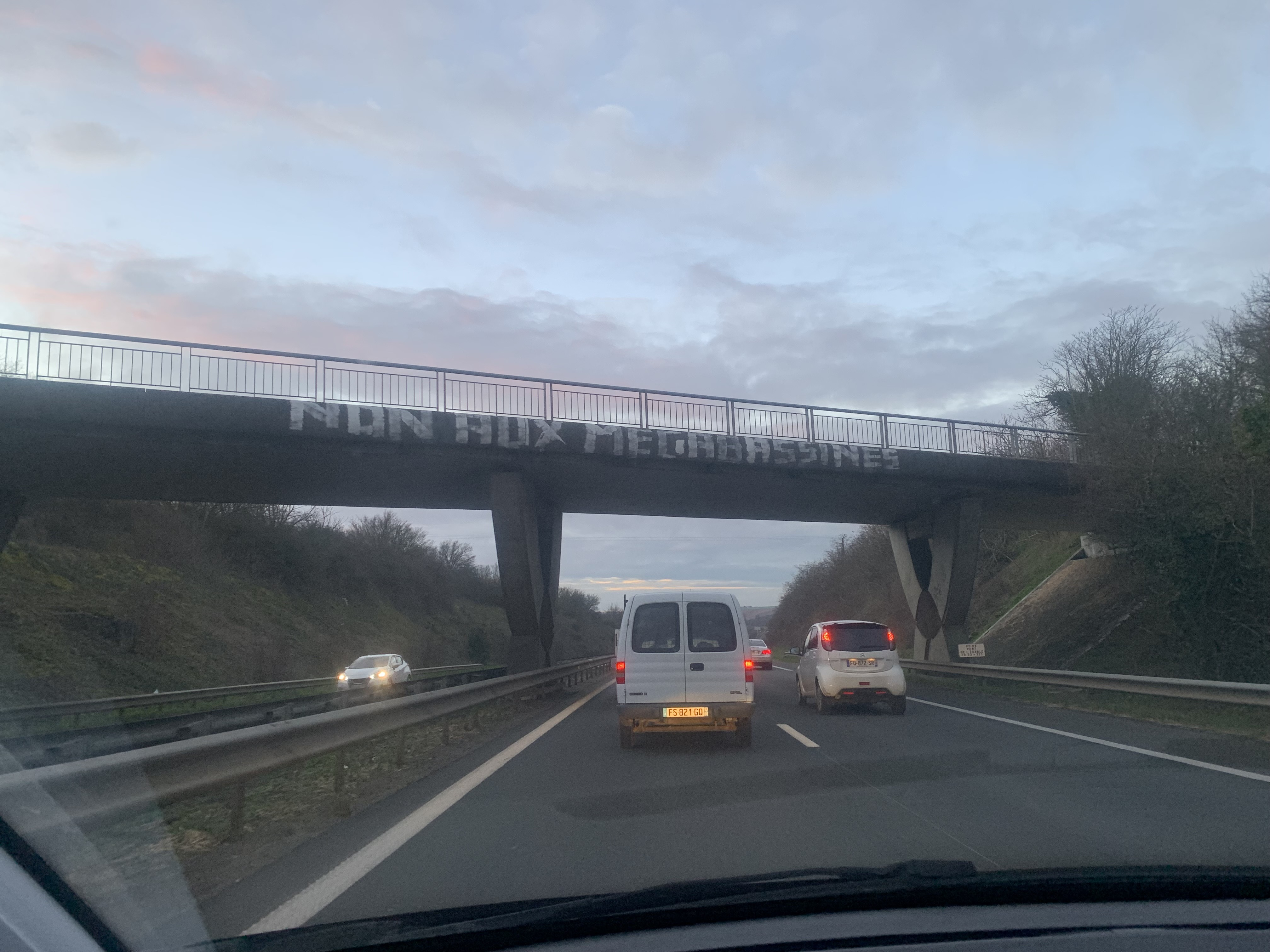
Graffiti anti méga-bassines.

Dès 2019 des membres du collectif « Bassines non merci » s'opposent au projet et organisent en juillet une visite des installations à La Grève-sur-Mignon en compagnie de journalistes, afin de vérifier si les irrigants respectent les restrictions pour l'arrosage des cultures et le remplissage des réserves d'eau de substitution. À cette occasion, deux engins agricoles s'approchent à vive allure pour impressionner le convoi des manifestants et emboutissent une voiture du Courrier de l'Ouest avant de s'enfuir. David Briffaud, membre du collectif BNM, constate que les bassines sont pleines, mais que la nappe, les tourbières et les rivières sont à sec, se posant donc des « sérieuses questions » sur cette utilisation de l'eau. Les membres du collectif ferment une vanne d'irrigation et installent une zone à défendre sur le territoire de la commune.
Un mouvement d'opposition se constitue progressivement autour du collectif « Bassines non merci », le collectif d'écologie politique et contestataire « Les Soulèvements de la Terre » et des agriculteurs de la Confédération paysanne. Des manifestations ont lieu en 2021 dans les Deux-Sèvres (Mauzé-sur-le-Mignon, La Rochénard et Sainte-Soline), donnant parfois lieu à des violences,.

#### Manifestations (2022)
Le 19 février 2022, une manifestation rassemble 200 personnes à Poitiers contre les projets de réserves dans le département et la région. Quelques jours plus tard, en février 2022, une bassine située à Nouaillé-Maupertuis (construite en 2012) est dégradée à coup de cutter.

### Manifestations de juillet 2024

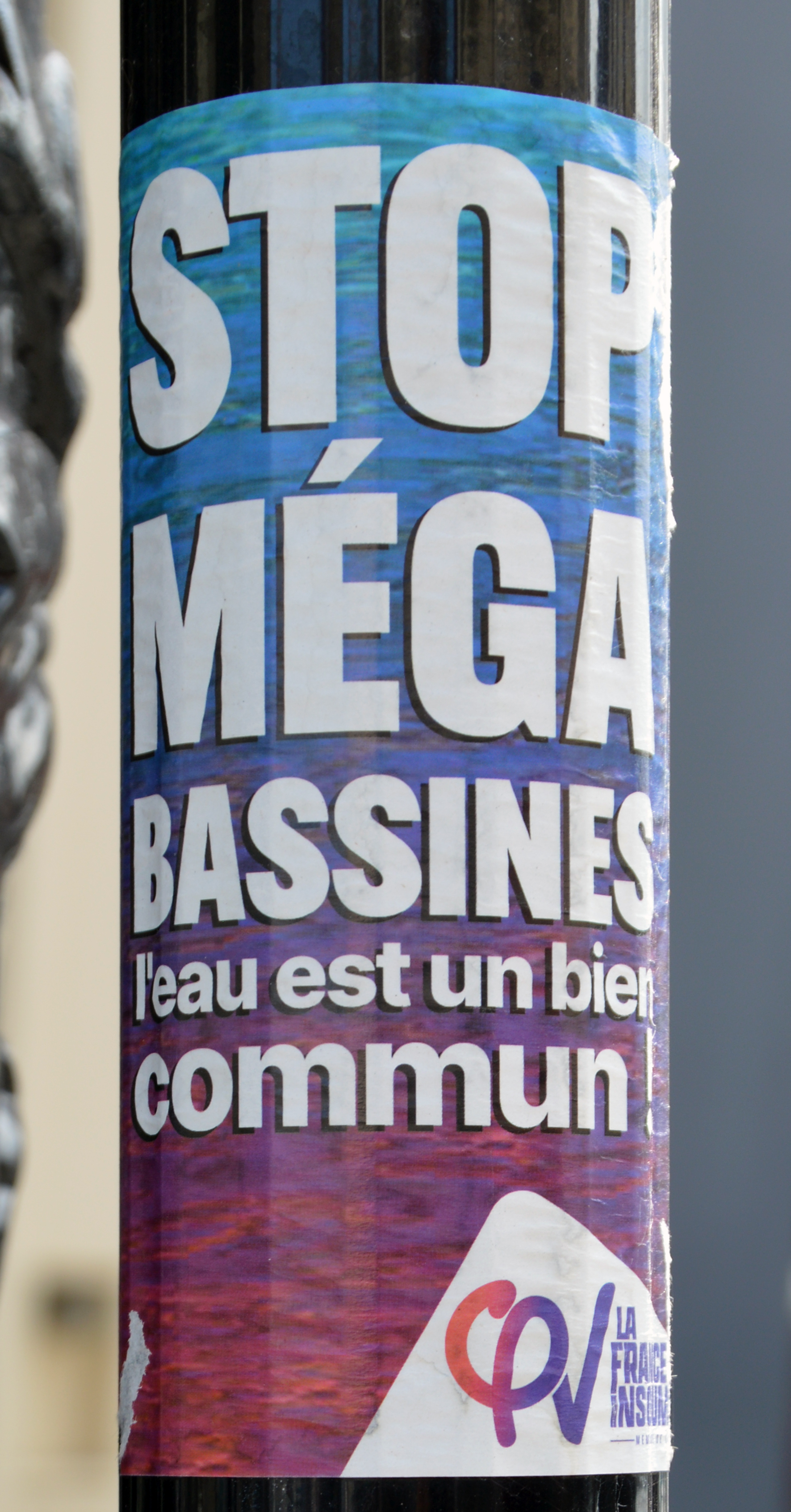
Un autocollant de la France insoumise, vu en 2024 à Honfleur, contre les méga-bassines

Entre 5 000 et 7 000 personnes, venues de France et de l'étranger, rejoignent les 19 et 20 juillet 2024 le « Village de l'eau » sur la commune de Melle, un rassemblement organisé par le collectif Bassines Non Merci (BNM), les mouvements écologistes Les Soulèvements de la Terre et Extinction Rébellion, l'union syndicale Solidaires et l'association altermondialiste Attac, avec la participation de 120 structures militantes. Le 19, plus de 3 000 personnes selon les organisateurs quittent ce campement pour rejoindre, à vélo ou en voiture, le lieu de rendez-vous d'une manifestation prévue à Saint-Sauvant (Vienne), sur le site d'une future « bassine », « Saint-Sauvant, Bois de la Châgnée », dont le début du chantier est prévu en septembre 2024, bravant l'interdiction des autorités,.
Le samedi 20 juillet, un cortège évalué entre 5 000 et 6 000 opposants converge vers le terminal agro-industriel du port de La Pallice à La Rochelle. Mais la manifestation dégénère. Le préfet de Charente-Maritime évoque « environ 500 éléments radicaux, violents, déterminés qui n’étaient pas venus exprimer des convictions mais qui étaient venus casser ». Sur le bilan, en dehors du matériel urbain et de la supérette, la préfecture a recensé des dégradations dans une agence bancaire, une agence d’assurances et une intrusion dans un Ehpad. Le parquet de La Rochelle a comptabilisé neuf blessés légers (4 du côté des forces de l’ordre et 5 du côté des manifestants) et 7 gardes à vue. Un bilan bien moins lourd que lors de la deuxième manifestation d’ampleur à Sainte-Soline (Deux-Sèvres), le 25 mars 2023,.